# 竜星戦
竜星戦（りゅうせいせん）は、囲碁のテレビ棋戦。囲碁チャンネル開局の1990年度創設。1997年から公式戦となる。
竜星戦は日本棋院会館内竜星スタジオで収録され、CS放送『囲碁・将棋チャンネル』で、毎週月曜日と水曜日に放映されている（詳しくはテレビ放送の項を参照）
。また、動画配信サービス「囲碁将棋プラス」での配信も行なわれている。

## しくみ
予選・ブロック戦・決勝トーナメントからなり、テレビ放映はブロック戦からである。優勝者は、次回優勝者が決定する対局が放送されるまで、竜星を名乗ることができる。棋戦システムは囲碁・将棋チャンネルで同じく放送されている将棋の銀河戦とほぼ同様である。

### 予選
ブロック戦に出場する棋士を決定するもので、非公開で行われる。
持ち時間は1時間で、秒読みは時計により60秒となっている。
なお、前期決勝トーナメント進出者は無条件で予選免除となる。

### ブロック戦
A～Hの8ブロックに、各12名の棋士及びアマ（合計96名）がパラマストーナメントを戦う。
20期までは前期の決勝トーナメント進出者のうち1回戦で敗れた者は無条件で各ブロックの序列2位、2回戦以上に進出した者は序列1位に置かれていたのだが、21期よりルールが変わった。23期よりアマ竜星及び準優勝者が予選に出場できるようになり、勝ち上がれば本戦に出場可能となった。これにより、洪爽義アマ竜星が23期本戦Aトーナメントの最下位で出場を果たしている。
- 序列1位資格者（この順で資格がある）

1. 前期優勝者
2. 前期準優勝者
3. タイトルホルダー[1]
4. 前期決勝トーナメント準決勝敗退者
5. 前期決勝トーナメント2回戦敗退者

- 序列2位資格者

1. 前期決勝トーナメント1回戦敗退者（タイトルホルダーを除く）

序列1位が定員オーバーになった場合は資格の順位が下位の棋士（複数いるときはその中で棋士の序列で下位の者）が序列2位へと押し出され、その分序列2位資格者のうち棋士の序列下位のものが序列3位へと押し出される。
各ブロックの優勝者（最終戦に勝った者）と、優勝者を除く最多勝ち抜き者（複数いる場合は序列上位の者）が決勝トーナメントに出場する。この仕組みにより、ブロック戦1回戦からの出場者は6連勝、2-3回戦からの出場者は5連勝、4-5回戦からの出場者は4連勝すると決勝トーナメント進出が確定する。
なお、各ブロックの第1回戦に登場した者（序列11位または12位の者）がブロック優勝（11人抜き）をした場合は、そのブロックからは優勝者のみが決勝トーナメントに出場し、欠員は他のブロックで決勝トーナメント出場資格を得られなかった者のうち最多勝ち抜き者が補充される。
持ち時間はなく、初手から30秒の秒読み。ただし考慮時間（1分単位で10回）あり。決勝トーナメントも同様のルール。
なお、現在のように8ブロックに分かれたのは第11期からで、それまでは1ブロック24名の4ブロック制だった。

### 決勝トーナメント
16名による通常のトーナメントである。初戦は、ブロックの優勝者と他のブロックの最多勝ち抜き者が当たるように組まれる。第10期までは8名で争われていた。

## 歴代決勝結果
年は決勝トーナメントが実施された時点。ブロック戦は前年10月から行われている。
※段位・称号は対局当時のもの。
| 期 | 年度 | 優勝           | 準優勝             | ベスト4      | ベスト4        | ブロック戦 最多連勝                         |
| -- | ---- | -------------- | ------------------ | ------------ | -------------- | ------------------------------------------- |
| 1  | 1991 | 趙治勲         | 石田芳夫           |              |                |                                             |
| 2  | 1992 | 大竹英雄       | 趙治勲竜星         |              |                |                                             |
| 3  | 1993 | 趙治勲         | 柳時熏             |              |                |                                             |
| 4  | 1994 | 森田道博       | 林海峰             |              |                |                                             |
| 5  | 1996 | 小林覚         | 中小野田智己       |              |                |                                             |
| 6  | 1997 | 小林光一       | 小松英樹           |              |                |                                             |
| 7  | 1998 | 加藤正夫       | 趙治勲             |              |                |                                             |
| 8  | 1999 | 山田規三生     | 森田道博           |              |                |                                             |
| 9  | 2000 | 高尾紳路       | 高木祥一           |              |                |                                             |
| 10 | 2001 | 加藤正夫       | 張栩               |              |                |                                             |
| 11 | 2002 | 小林光一       | 王銘琬             |              |                |                                             |
| 12 | 2003 | 小林光一竜星   | 羽根直樹           |              |                |                                             |
| 13 | 2004 | 高尾紳路       | 山田規三生         |              |                |                                             |
| 14 | 2005 | 結城聡         | 張栩               |              |                |                                             |
| 15 | 2006 | 張栩           | 結城聡竜星         |              |                |                                             |
| 16 | 2007 | 張栩竜星       | 結城聡             |              |                |                                             |
| 17 | 2008 | 河野臨         | 張栩竜星           |              |                |                                             |
| 18 | 2009 | 井山裕太       | 張栩               |              |                |                                             |
| 19 | 2010 | 山下敬吾       | 中野寛也           |              |                |                                             |
| 20 | 2011 | 井山裕太       | 結城聡             |              |                |                                             |
| 21 | 2012 | 井山裕太竜星   | 林漢傑             |              |                |                                             |
| 22 | 2013 | 山下敬吾九段   | 河野臨             |              |                |                                             |
| 23 | 2014 | 河野臨         | 余正麒             |              |                |                                             |
| 24 | 2015 | 結城聡九段     | 趙治勲名誉名人     |              |                |                                             |
| 25 | 2016 | 一力遼         | 井山裕太棋聖       |              |                |                                             |
| 26 | 2017 | 芝野虎丸三段   | 余正麒             |              |                |                                             |
| 27 | 2018 | 一力遼         | 本木克弥           |              |                |                                             |
| 28 | 2019 | 一力遼竜星     | 上野愛咲美女流棋聖 | 許家元八段   | 鈴木伸二七段   |                                             |
| 29 | 2020 | 一力遼竜星     | 井山裕太棋聖       | 芝野虎丸名人 | 富士田明彦七段 |                                             |
| 30 | 2021 | 芝野虎丸王座   | 許家元十段         | 瀬戸大樹八段 | 平田智也七段   |                                             |
| 31 | 2022 | 井山裕太名人   | 結城聡九段         | 本木克弥八段 | 大西竜平七段   |                                             |
| 32 | 2023 | 井山裕太竜星   | 芝野虎丸名人       | 張栩九段     | 酒井佑規四段   | 010連勝 (C/張瑞傑)=最終勝者 06連勝 (D/横塚) |
| 33 | 2024 | 福岡航太朗五段 | 井山裕太竜星       | 広瀬優一七段 | 関航太郎九段   | 11連勝 (F/福岡)=最終勝者 07連勝 (B/安達)    |

## テレビ放送
1週間に2局ずつ放送される。時刻はいずれも日本時間。
- 月・水曜21:00 初回放送　なお初回放送に先立って囲碁将棋プラス（ゴールドプラス）で1時間早く先行配信。

※なおいずれも対局が早く終わり局後の検討などを含めても時間が余った場合は、「詰碁TV」「次の一手TV」などの再放送で穴埋めする。また、第22期からは将棋の銀河戦と同じく両対局者、記録係と合わせて棋譜読み上げ係が登場しており、NHK杯と同じように着手後に棋譜の読み上げを行うようになった。翌第23期からは、これも銀河戦同様に手番表示を行うようになっている。いずれも同チャンネルで放送される女流棋聖戦でも同様の措置を取る。
2020年度 （第29期）より囲碁AIによる形勢判断が表示される仕組みが導入されている。

### 関連番組
- 情報番組「囲碁まるナビ」で結果紹介。

### 関連番組(終了)
第21期以降、下記の関連番組は放送されていない。
- 竜星クラブ

最新2局の棋譜解説と、次週の対局の見所などを紹介。
- 竜星戦ダイジェスト

上記と同様。出演は進行役の女性観戦記者と解説役の男性棋士の2名によるコンビ。解説役の棋士は鶴山淳志七段と高梨聖健八段。大盤による解説でなく、パソコンによる棋譜再現を用いて解説するのが特徴。

## 新竜星戦
2021年度より非公式棋戦新竜星戦が行われている。第1期は前期竜星戦決勝T進出者および歴代竜星戦優勝、女流棋戦優勝者、囲碁・将棋チャンネル推薦の計32名で行われた。決勝は三番勝負。竜星戦とは異なり1手ごと5秒のフィッシャー方式という超早碁となっており、スリリングな展開になってる。聞き手はAKB48元メンバーの戸島花。
| 期 | 開催年 | 優勝         | 決勝勝敗 | 準優勝       | 準決勝敗退           | 準決勝敗退   |
| -- | ------ | ------------ | -------- | ------------ | -------------------- | ------------ |
| 1  | 2021年 | 一力遼九段   | ○○       | 許家元十段   | 張栩九段             | 井山裕太棋聖 |
| 2  | 2022年 | 芝野虎丸名人 | ○○       | 関航太郎天元 | 上野愛咲美女流立葵杯 | 許家元十段   |
| 3  | 2024年 | 許家元九段   | ○○       | 余正麒八段   | 関航太郎九段         | 結城聡九段   |